# Dodi Battaglia
Dodi Battaglia, all'anagrafe Donato Battaglia (Bologna, 1º giugno 1951), è un chitarrista, cantautore e compositore italiano.
Chitarrista e voce dei Pooh dal 1968, è autore di oltre 140 brani pubblicati, dei quali più di 70 sono stati composti per il gruppo e vanta numerosi e prestigiosi riconoscimenti, tra cui il titolo di "miglior chitarrista europeo" conferito dal giornale tedesco "Die Zeitung" nel 1981 e da parte della rivista "Der Spiegel" nel 1986.

## Carriera

### Origini
Donato Battaglia, in arte Dodi, nasce il 1º giugno del 1951 a Bologna, nel quartiere Mazzini, in una famiglia di musicisti di origini meridionali: il nonno suonava il mandolino e il pianoforte, lo zio la chitarra e il padre il violino.
All'età di 5 anni inizia a studiare la fisarmonica frequentando una scuola di musica fino all'età di 12 anni. Suonando la fisarmonica per la nonna in quel periodo malata, in seguito ripresasi, Dodi percepisce per la prima volta cosa significhi suonare ispirati, un sentimento che non lo abbandonerà più. Successivamente passa allo studio della chitarra. Grazie all'apprendimento iniziale, che gli dà la base per sviluppare la sua sensibilità di musicista, a poche ore dall'acquisto, il piccolo Donato già si orienta sulla chitarra.
Cominciando a frequentare i ritrovi musicali di Bologna, ha modo di entrare a far parte di alcuni complessi: tra questi, "I Rigidi", i "Meteors" (complesso spalla di Gianni Morandi) e "I Judas", complesso alternativo bolognese, rivale cittadino dei futuri Pooh quando alle origini ancora si chiamavano "The Jaguars".

### La militanza nei Pooh
Grazie al cantante dei "Rigidi" Enrico Marescotti che lo segnala al paroliere dei "Pooh" Valerio Negrini, nel 1968 dopo le dimissioni del chitarrista Mario Goretti, a Dodi è proposto di entrare nella formazione dei Pooh. Allora diciassettenne, con grande soddisfazione si ritrova a gustare il successo di Piccola Katy subito dopo la pubblicazione del disco. Il periodo di prova con i Pooh dura in tutto una settimana, a casa di Riccardo Fogli, appena in tempo per registrare le parti vocali di Buonanotte Penny, singolo del 1968.
Nel successivo album Memorie non canterà neanche un brano.
È il secondo autore delle musiche del complesso per quantità, ed è la voce principale dei primi grandi successi come Tanta voglia di lei (1971), Noi due nel mondo e nell'anima (1972) e Infiniti noi (1973).
In seguito, sotto la direzione artistica di Giancarlo Lucariello, a causa del coordinamento di quest'ultimo nasce il dualismo con Riccardo Fogli, che nel 1972 lascia il gruppo per tentare l'avventura solista.
Per la prima volta nella storia dei Pooh, dall'album Alessandra, l'autore delle musiche non è solo Roby Facchinetti; infatti Dodi firma le musiche e canta Via lei, via io, Io in una storia.
Nel 1973 compone al pianoforte la melodia di Lei e lei, cantata poi da Roby, e La locanda.
La sua voce è ancora quella prescelta dal produttore Giancarlo Lucariello per rappresentare il complesso nei 45 giri di Io e te per altri giorni e Infiniti noi, oltre che nella suite di Parsifal, dove esalta le sue consistenti potenzialità tecniche da chitarrista. Le sue doti tecniche si apprezzano oltreché in molti brani strumentali del gruppo (come La gabbia, Fantastic Fly, Viva etc), nelle varie suite, anche in 'semplici' canzoni dove l'intervento della sua chitarra non passa certamente inosservato.
Negli anni successivi firma brani come Orient Express, Wild Track (l'unico brano composto direttamente in inglese dai Pooh), Peter Jr.  (con testo di Stefano D'Orazio).
Come interprete vocale viene affiancato dal 1976 da Roby Facchinetti, che oltre a scrivere la maggior parte delle canzoni del complesso, decide d'interpretare i singoli di maggior successo.
Nel 1977 compone In diretta nel vento, che strizza l'occhio alla nascita delle prime radio libere, con la storia di un D. J. fotografato in una delle tante serate passate a metter su dischi e rispondere al telefono.
Dodi scrive la melodia di Ci penserò domani, del 1978, interpretata da Roby e nel 1979, per l'album Viva scrive il brano Una donna normale.

### DaCanterò per teaDov'è andata la musica
Per la prima volta dal 1966 un singolo dei Pooh non è musicato da Roby Facchinetti: si tratta del singolo Canterò per te, del 1980, dell'album ...Stop.
Nel 1981 durante il tour invernale di Buona fortuna, il giornale tedesco Die Zeitung assegna a Dodi il premio come miglior chitarrista europeo.
Nella primavera del 1985 pubblica il suo LP da solista Più in alto che c'è, dedicato ai figli Sara, Serena e Daniele. Vasco Rossi è autore del testo della canzone che dà il titolo all'album.
Nel 1986 la rivista tedesca Stern assegna a Dodi il premio come miglior chitarrista europeo; nello stesso anno anche la critica italiana gli conferisce il premio come miglior chitarrista italiano. Nello stesso anno, come anche gli altri Pooh, è nominato Cavaliere della Repubblica dal Presidente della Repubblica Francesco Cossiga.
Nel 1988 e nel 1989 la critica italiana conferisce a Dodi il premio come "miglior chitarrista italiano".
Nel 1989, a Cortina forma insieme a Zucchero Fornaciari, Maurizio Vandelli, Fio Zanotti, Michele Torpedine e Umberto Maggi il complesso Adelmo e i suoi Sorapis.
Nell'album Uomini soli, dopo il successo sanremese, Dodi scrive e interpreta L'altra donna, uno dei brani più famosi del gruppo.
Nel corso degli anni novanta, nonostante il suo ruolo di autore delle musiche prenda sempre più piede, sembra essere messo leggermente in disparte e i brani passati in radio sono spesso scelti fra quelli scritti da Roby Facchinetti e Red Canzian.
Nel 1993 i Sorapis, gruppo formato da Zucchero, Dodi Battaglia, Maurizio Vandelli dell'Equipe 84, il produttore Fiorenzo Zanotti, il responsabile del Festival di Sanremo nonché allora manager di Zucchero Michele Torpedine e il bassista dei Nomadi Umberto Maggi, pubblicano l'album Walzer d'un Blues, promosso con un mini-tour mondiale di una decina di date da Milano a Gerusalemme; l'ultima apparizione pubblica dei Sorapis risale al Festival di Sanremo 2009, in accompagnamento a Irene Fornaciari.
Il 23 aprile 2003, dopo due anni di lavorazione, esce D'assolo, il suo secondo disco solista, uno strumentale acustico. Contiene brani inediti dal sapore multi-etnico mediterraneo composti e arrangiati dallo stesso musicista, con melodie pop e internazionali, intarsiate da virtuosismi.
Nel brano Nordinfesta partecipano Maurizio Solieri, chitarrista di Vasco Rossi, e Franco Mussida (PFM), coi quali ha costituito a fine anni novanta l'ensemble Le chitarre d'Italia.
Nel 2004 partecipa al 47º Zecchino d'Oro come compositore musicale del brano "Il pianeta Grabov", che si aggiudica il premio della G D'Oro. Partecipa anche alla 48° edizione sempre come arrangiatore del brano del Nicaragua "Un Mondo di Gelato", e alla 50° edizione stavolta come autore italiano del brano "Il Segreto del Sorriso", in rappresentanza degli Stati Uniti.
Nel 2009 pubblica il suo metodo per chitarra Dodi Battaglia, in cui viene spiegato nei dettagli il suo modo d'intendere la musica e di comunicare con una chitarra.
Nel 2010 partecipa al Festival di Sanremo supportando i Sonohra.
Il 7 aprile 2015, esce Dov'è andata la musica, il terzo album, scritto e suonato in coppia con il chitarrista australiano Tommy Emmanuel, considerato uno dei maggiori virtuosi della chitarra acustica. Questo è il primo album i cui testi sono stati scritti da Battaglia dopo la morte di Valerio Negrini, storico paroliere dei Pooh e contiene brani inediti e brani di Tommy Emmanuel già pubblicati in altri suoi album. Tra i brani dell'album, c'è uno strumentale dedicato per l'appunto a Valerio Negrini.
Nel 2016, per il festeggiamento del cinquantennale dei Pooh (e il definitivo scioglimento della band) scrive la musica dell'inedito Le cose che vorrei, presente sull'album live Pooh 50 - L'ultima notte insieme, estratto dal concerto allo Stadio San Siro tenutosi venerdì 10 e sabato 11 giugno 2016.
Nel 2020 collabora con Annalisa Minetti e Mario Biondi al progetto Nemico invisibile di cui il 20 aprile viene pubblicato il singolo Il nostro tempo; il ricavato viene devoluto ad Auser, associazione che, anche durante la pandemia di COVID-19 del 2019-2021 porta avanti iniziative di sostegno per le persone più fragili, sole e anziane.
Nel 2021 prende parte all'album Dare di Mario Biondi interpretando il brano Show Some Compassion insieme a Mario Biondi e ad altri artisti quali Chuck Rolando, Annalisa Minetti, Enzo Avitabile, Sarah Jane Morris, Jeff Cascaro, Alain Clarke, Paulo Gonzo, Luna, Omar e Nick The Nightfly.
A partire da novembre del 2022 porta in giro lo spettacolo teatrale "Nelle mie corde", basato sulla sua collezione di chitarre, con la regia di Fausto Brizzi e con la partecipazione dell'attrice Eleonora Lombardo.

## Strumentazione

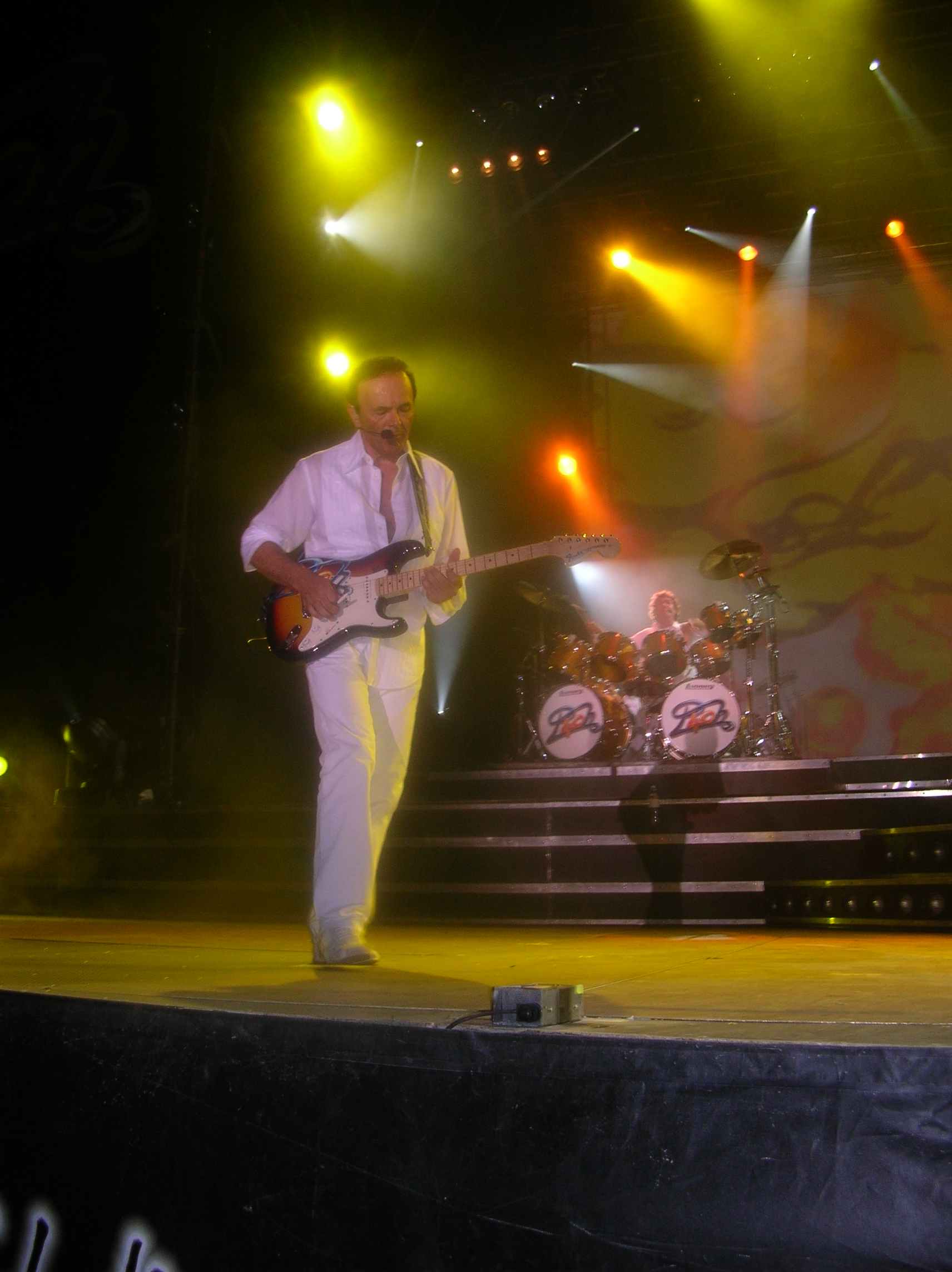
Dodi con la sua Stratocaster, al concerto di Catanzaro "Pooh 40 La Grande Festa" nel 2006

Benché abbia per qualche anno studiato fisarmonica, si è affermato soprattutto come chitarrista, prevalentemente elettrico e acustico.
Possiede circa 50 chitarre, tra le quali se ne annoverano alcune vintage e di grandissimo prestigio. Se dei suoi primi anni di carriera con "I Rigidi" e "I Meteors" si possono trovare sue immagini con una Gibson SG, dall'ingresso nei Pooh non ha più fatto uso di questo strumento. Entrato nei Pooh, per il successo di "Piccola Katy", "Pensiero" e "Tanta voglia di lei" la casa discografica gli regalò una Gibson Les Paul Junior del 1954, con la quale Dodi ha scritto ed esegue tuttora anche i pluripremiati assoli di chitarra elettrica dell'album Parsifal. Successivamente, nel periodo 1974-1975, alternò questa Gibson e una doppio manico 6/12 corde della liuteria bolognese Stanzani/Tomassone, mentre dal 1976 cominciò un utilizzo intenso di moltissimi modelli di Fender Stratocaster (tra cui una "Fiesta Red", una "Olimpic White", entrambe degli anni '70, una "Black" originale del 1957 e, successivamente, tre modelli Sunburst, due con battipenna bianco del 1971, di cui una con un humbucker e una con battipenna a tinta unita, risalente agli anni '60 ma ancora molto usata, oltre a due modelli color legno "Wood" del 1965, di cui una recentemente ristilizzata con livrea "Dodi Pooh 63th Strato").
Altre chitarre elettriche che possiede sono la Fender Dodicaster, una Stratocaster signature realizzata apposta per lui, una Fender Telecaster degli anni '50, una Fender Jazzmaster del 1962 (queste ultime due in tinta Sunburst), diverse Gibson Les Paul (oltre alla Junior menzionata prima, anche una Custom del 1971 "Black", una Standard color ocra più recente e una Anniversary Sunburst), una Gibson ES-335 nera (usata per il tour 1990-1991), una Tom Anderson rossa, una Pensa Suhr blue (usata per i brani dell'album Uomini soli), una Paul Reed Smith Standard, una G&L S-500 (entrambe usate quasi solo esclusivamente negli anni '80), una semiacustica Gretsch "Cactus" e due Stratocaster Inspired Custom di Schecter (azienda i cui modelli furono spesso utilizzati anche da Mark Knopfler dei Dire Straits) e Agustin.
Come chitarre acustiche, utilizza spessissimo due Maton "ECJ 85 Dodi Battaglia Signature" e "Australian Series" ma possiede anche diverse Martin: una D45, una 12 corde degli anni '60 e una D28. Al Festival di Sanremo 1990 portò una Takamine LTD, mentre come chitarra classica è fisso l'utilizzo di una Manuel Cano, con cui fu registrato il brano Pierre del 1976. Possiede anche una Steel guitar Fender, con cui ha inciso il brano Risveglio del 1975.
Generalmente utilizza come amplificatori, sia dal vivo che in studio di registrazione, modelli Marshall, Mesa Boogie e Fender con testate Engl. Frequente è anche l'utilizzo di diversi Vox AC30 e Dr. Z. A partire dal 2016 ha abbandonato, almeno per quanto riguarda i concerti live, l'utilizzo di amplificatori "fisici", avvalendosi al loro posto delle loro profilazioni digitali ottenute mediante l'utilizzo del Kemper, un'apparecchiatura che consente di creare delle simulazioni digitali (appunto, le profilazioni) di qualsiasi amplificatore si desideri.
Fa un uso molto parsimonioso dell'effettistica: utilizza infatti solamente un chorus nell'esecuzione di arpeggi clean e un wah wah per il riff di "Dimmi di si". In alcune canzoni anni '70 (come ad esempio "Eleonora mia madre") si può sentire, sempre nell'esecuzione di arpeggi, un utilizzo seppur modesto del phaser o dell'univibe. 
Nel 1985, durante un'intervista televisiva avvenuta nel corso delle prove per il tour di "Asia non Asia", mostra la sua pedaliera, che contiene solo alcuni pedali Boss che non sembrano presentare particolari modifiche o personalizzazioni.
Nei brani Ci penserò domani e In diretta nel vento, portanti entrambi la firma musicale del chitarrista, è solito suonare il pianoforte bianco da anni utilizzato da Roby Facchinetti.
Nel 2021 pubblica per Azzurra Publishing il libro Le mie 60 compagne di viaggio che elenca tutte le chitarre e gli amplificatori in suo possesso, corredando il tutto di materiale fotografico e spiegazioni storico-tecniche.

## Collaborazioni
Ha collaborato con Vasco Rossi, in particolare nei primi successi come Una canzone per te, Va bene, va bene così e Toffee, Gianni Togni, Delia Gualtiero, Gino Paoli, Enrico Ruggeri, Marco Masini, Irene Fargo, Raf, Gianluca Grignani, Mia Martini, Riccardo Fogli, Massimo Ranieri, Giorgio Faletti, Fiorellino e Al Di Meola, e ha suonato con il gruppo Adelmo e i suoi Sorapis, che comprende Zucchero Fornaciari, Maurizio Vandelli, Umberto Maggi dei Nomadi, l'arrangiatore Fio Zanotti (collaboratore dei Pooh) e il produttore discografico Michele Torpedine.
Dodi ha collaborato con molti artisti di fama internazionale come Al Di Meola e Tommy Emmanuel.
Ha composto la musica della canzone Il pianeta Grabov in concorso nel 47º Zecchino d'Oro.

## Vita privata
Battaglia si è sposato tre volte e ha 4 figli: Sara Elisabeth (1975) e Serena Grace (1977), avute dalla prima moglie Louise; Daniele (1981), anch'egli cantante, avuto da Loretta Lanfredi; Sofia, avuta nel 2005 dall'attrice pubblicitaria Paola Toeschi, scomparsa il 6 settembre 2021 a 51 anni dopo una lunga malattia. Nell'ottobre del 2009 è stato il primo dei Pooh a diventare nonno, con la nascita di Victoria, figlia di Sara.
Ha corso per 20 anni nella categoria turismo con Giorgio Faletti, ottenendo alcune vittorie e pole position. Attualmente corre sui kart per beneficenza collaborando con l'associazione Kart No War, affiliata a Rock no War.

## Premi e riconoscimenti
Nel 1981 dalla rivista Stern ha ricevuto il premio come Miglior chitarrista europeo.
Nel 1986 la rivista tedesca Stern assegna a Dodi il premio come miglior chitarrista europeo; nello stesso anno anche la critica italiana gli conferisce il premio come miglior chitarrista italiano.
Nel 1987 gli è stato conferito il premio come "miglior chitarrista pop italiano dell'anno" dalla critica nazionale.
Nel 1988 e nel 1989 la critica italiana conferisce a Dodi il premio come "miglior chitarrista italiano".
Il 24 luglio 2017, il Conservatorio di Musica "Egidio R. Duni" di Matera, gli ha conferito una laurea honoris causa in "Chitarra elettrica - dipartimento di nuovi linguaggi e nuove tecnologie". Fu la prima volta per un musicista pop..
Il 13 novembre 2017, l'Università degli Studi di Bari "Aldo Moro", gli ha conferito una laurea honoris causa cum laude in "Storia della musica pop italiana".

## Discografia
Album in studio
- 1985 – Più in alto che c'è
- 2003 – D'assolo
- 2015 – Dov'è andata la musica
- 2021 – Inno alla musica

Album dal vivo
- 2017 – E la storia continua...
- 2018 – Dodi Day
- 2019 – Perle - Mondi senza età
- 2020 – Perle 2

Raccolte
- 2019 - ...Non c'è mai un addio - Valerio Negrini
- 2019 - I grandi successi

## Videografia
- 2017 - E la storia continua... il concerto
- 2018 - Dodi Day - il concerto
- 2019 - Perle - DVD